# 헨리 터너 (내분비학자)
헨리 터너(Henry Turner)는 터너 증후군의 발견자이다. 1938년 터너 증후군을 의학계에 보고했다. 오클라호마 대학교 의과대학 교수였다.